# Göztepe (Konak)
Göztepe è  una mahalle  del distretto di Konak di Smirne, situata sulla sponda meridionale del Golfo di Smirne.

## Storia
In epoca ottomana, il nome greco alternativo di Göztepe era "Enopi" e l'area era un ricco sobborgo abitato principalmente dai greci più ricchi di Smirne.

## Monumenti e luoghi d'interesse

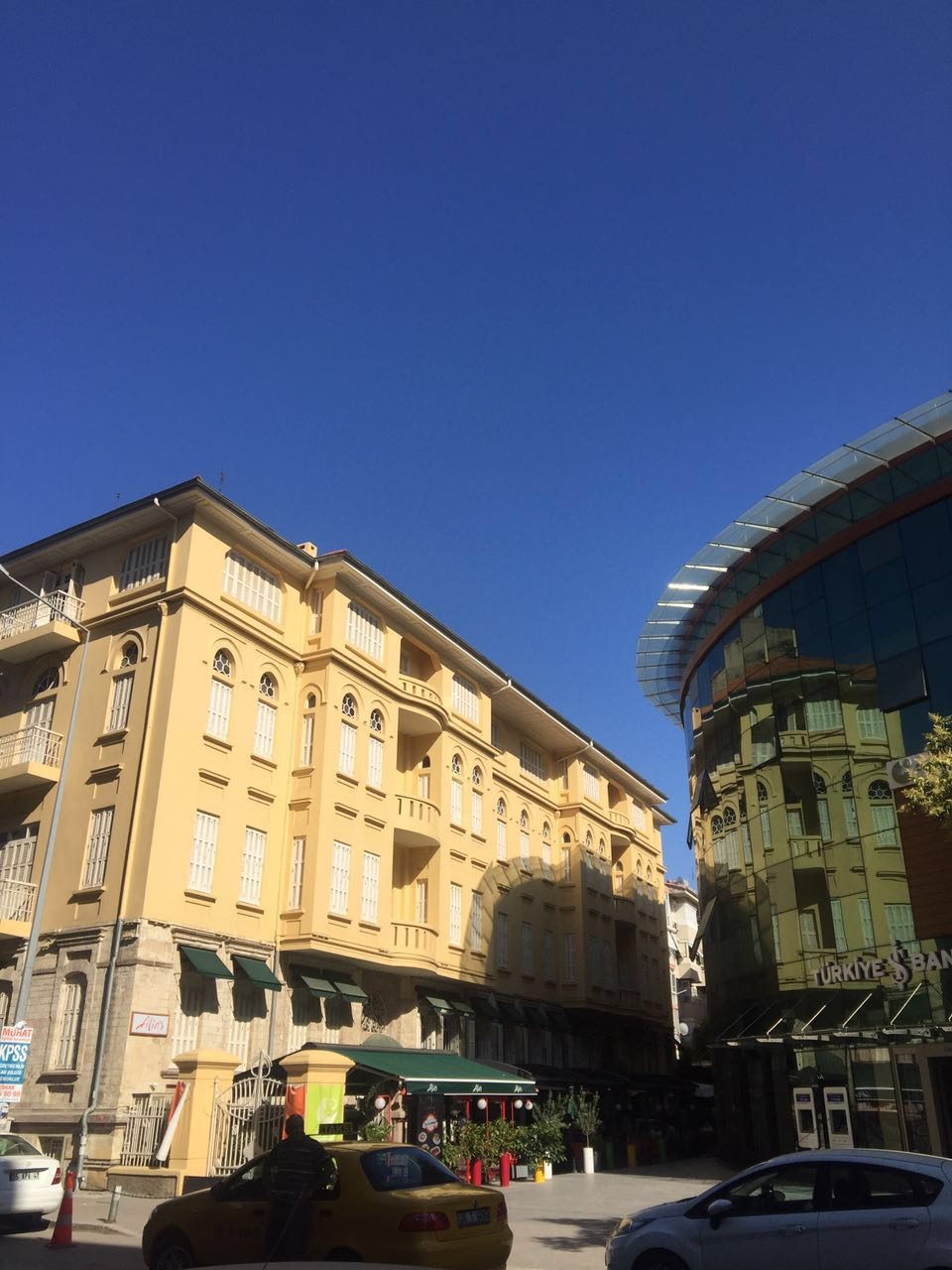
Gli Appartamenti Anadolu

- Chiesa cattolica di Notre Dame de Lourdes
- Collegio americano privato di Smirne
- Palazzo Arapian Ispartalian (oggi scuola elementare Hakimiyet-i Milliye)
- Tomba di Susuz Dede
- Appartamenti Anadolu[1]

### Architetture Civili

#### Palazzo del Governatore di Smirne
Si stima che il palazzo sia stato eretto nel 1890 circa. Ha ospitato Atatürk, İnönü e molti governatori di Smirne. La dimora storica, trasferita all'università con un accordo tra il governatorato e l'Università Kâtip Çelebi, è oggi in rovina. Il 27 luglio 2022, il governatore di Smirne Yavuz Selim Köşger ha dichiarato che l'assegnazione della dimora all'università è stata annullata e ha annunciato che l'edificio sarà nuovamente utilizzato come dimora del governatore dopo il restauro la cui durata è prevista in un anno e mezzo.

## Trasporti
La stazione della metropolitana Göztepe e la stazione del tram Göztepe servono il quartiere. Nel quartiere è presente una stazione di prestito di biciclette Bisim.
Il quartiere ospita una delle otto banchine del servizio di traghetti urbani di Smirne gestito da İzdeniz.

## Sport

### Calcio
Il quartiere è noto per ospitare la sede della squadra di calcio Göztepe S.K., la quale fa parte della polisportiva omonima.